# Santa Familia
Santa Familia ist ein Ort im Cayo District in Belize. 2010 hatte der Ort 1598 Einwohner.

## Geographie
Der Ort liegt am Nordufer des Belize River, kurz nach der Stelle, wo sich der Belize River aus dem Zusammenfluss von Mopan River und Macal River bildet. Nur etwa 2 km südlich liegt die Agglomeration der Orte San Ignacio und Santa Elena mit Esperanza.
Der Ort selbst ist mit einer Landstraße mit den Orten Carmelita Gardens (O) und Branch Mouth (W) verbunden.

## Geschichte
Im Nordwesten befinden sich die Maya-Ruinen von El Pilar.
Als 1936 die Bewohner des Ortes San Jose Yalbac in den Yalbac Hills vertrieben worden waren, siedelte sich ein Teil von ihnen in Santa Familia an.

## Bildung
In Santa Familia gibt es die Grundschule Santa Familia R.C. School, die von der katholischen Kirche betrieben wird.